# 博益出版集團
博益出版集團有限公司，簡稱博益，為香港品牌出版社之一，1981年4月成立，2008年2月1日結業。旗下設有「博益叢書」、「一本堂叢書」、「喜閱文化叢書」及「SCMP Books」等，累積書目逾2,000個；出版書籍種類廣泛，包括小說、散文、漫畫、財經、烹飪等。
博益創立初期，以版稅及約形式支付稿費，訊速在業界冒起，旗下曾有不少名作家，如倪匡、林燕妮、黃霑、蔡瀾、嚴沁、谷德昭等。不少文壇新星如畢華流、梁望峰、黃易、李英豪等早期作品也是由博益出版。博益亦曾引入不少外地著名作家，如赤川次郎、村上春樹、麥可克萊頓（著名作品有《侏羅紀公園》）、蔡志忠等作品。
博益及其發行商香港電視出版有限公司原隸屬電視廣播企業（TVBE），故和無綫電視（TVB）關係密切；無綫電視職員、藝員如劉天賜、葉特生著作，以及電視節目相關出版物，例如曾Sir（曾近榮）的家事系列、李太教煮餸（做菜）、林佐瀚的《每日一字》等均是由博益出版。及後因香港政府限制企業經營跨媒體業務，博益被電視廣播企業出售予南華早報集團，成為南華早報集團附屬公司，直至結業。
2008年1月25日，南華早報集團宣佈博益出版社於同年2月1日結束營業，同時結朿與所有作者談妥的合約，並停止出版業務。市面上博益系列、「一本堂」書籍銷售至同年3月底，逾期仍未銷售者會全數回收銷毀。博益同時「冰封」作品版權，不會售予原作者，亦不會再版；有作家因此而不滿。
2008年2月26日，由一眾博益作者所成立的作者權益關注組宣佈，和南華早報集團就贖回博益已出版書籍版權的事宜達成最終協議：博益會跟作者解約，並安排作者購回已出版書籍版權；所有未出售之存書將用作慈善用途，不會銷毀。 其後，一眾博益作者為紀念是次事件，合著一本書《一本博益》，並將所有收益扣除成本之後歸作慈善用途。

## 相關
- 版權
- 文化產業

## 外部連結
- 博益結業的啟示：香港文壇新開始！？